# لائن (اورگن)
لائن (به انگلیسی: Lawen) یک منطقهٔ مسکونی در ایالات متحده آمریکا است که در اورگن واقع شده‌است. لائن ۱٬۲۵۲٫۱۳ متر بالاتر از سطح دریا واقع شده‌است.